# エアバス・ディフェンス・アンド・スペース
エアバス・ディフェンス・アンド・スペースは、ヨーロッパの航空宇宙産業エアバスの子会社。軍用輸送機であるエアバス A400Mを開発・製造するために作られた企業エアバス・ミリタリーを前身とする。ユーロフラッグ計画を引き継いだ。この企業は1999年1月にエアバス・ミリタリー・カンパニーSASとして設立された。2003年5月にエアバス・ミリタリーSLに改称された。

## シェアホルダー
- エアバス
- コンストルクシオネス・アエロナウティカス S.A. - スペイン
- トルコ航空宇宙産業 - トルコ
- FLABEL - ベルギー